# Radosław Babica
Radosław Babica (* 18. Juli 1979) ist ein polnischer Poolbillardspieler. 

## Karriere
Er wurde bei der Poolbillard-Europameisterschaft 2007 Vizeeuropameister in der Disziplin 9-Ball. Hinzu kommen eine Silbermedaille im 10-Ball und drei weitere Bronzemedaillen bei Europameisterschaften (je eine im 8-Ball, 9-Ball und 14/1 endlos). Auf der Euro-Tour war sein bislang bestes Ergebnis ein Zweiter Platz – erzielt bei den Costa del Sol Open 2007 im spanischen Málaga.
Babica ist fünffacher polnischer Meister im Einzel und ebenfalls vierfacher nationaler Team-Meister. Sein bislang bestes Ergebnis bei einer Weltmeisterschaft war ein Sprung ins Viertelfinale bei der 8-Ball-WM 2005.
Beim World Cup of Pool war er bislang siebenmal Teil des polnischen Doppels (2006, 2007, 2008, 2009, 2010, 2011 und 2013) und schaffte es als bestes Ergebnis 2009, 2010 und 2011 ins Viertelfinale.